# J積分
J積分（Jせきぶん、英語: J-integral）とは、破壊力学において、弾塑性体に存在するき裂先端の力学的負荷量を表す物理量。応力拡大係数などと同じ破壊力学パラメータの一種である。き裂の先端が、応力拡大係数で評価可能な小規模降伏状態を超えて、大規模降伏状態を起こすときに適用される。ただし、厳密には弾塑性体ではなく非線形弾性体に対して定義されるもので、弾塑性体については近似的条件の下に適用される。非線形弾性体において、き裂の進展面積を A、そのときに解放されるポテンシャルエネルギを Π とすると、J積分 J は次式で定義される。
{\displaystyle J=-{\frac {d\Pi }{dA}}}
J積分の値は材料の構成式に依存するため、応力拡大係数と異なり、材料毎に計算する必要がある。いくつかの標準的な試験片については、簡便に値を求めることができる近似式が用意されている。破壊進行域や強変形域と呼ばれるき裂先端の微小き裂やボイドの発生領域が、HRR特異場が支配する領域よりも十分小さいことが適用条件である。